# Paradoxurus jerdoni
Lo zibetto delle palme bruno (Paradoxurus jerdoni  Blanford, 1885) è un carnivoro della famiglia dei Viverridi diffusa in India meridionale.

## Descrizione

### Dimensioni
Carnivoro di medie dimensioni, con la lunghezza della testa e del corpo tra 430 e 620 mm, la lunghezza della coda tra 380 e 530 mm e un peso fino a 4,3 g.

### Aspetto
Il corpo è uniformemente marrone scuro, con dei riflessi grigio-argentati lungo i fianchi, la testa, la coda e gli arti più scuri e con le spalle giallo-brunastre. I peli del collo e della gola sono diretti in avanti. Il muso è uniformemente colorato, talvolta con una indefinita traccia di una maschera grigiastra, più evidente nella sottospecie P.j.caniscus. Le vibrisse variano dal marrone al nerastro. La coda è lunga circa quanto la testa e il corpo, è uniformemente marrone con l'estremità spesso bianca.

## Biologia

### Comportamento
È una specie prevalentemente notturna ed arboricola.

### Alimentazione
Si nutre principalmente di frutta. Sono state registrate circa 40 specie di frutti di alberi della foresta pluviale e di alcune specie di Liane nella sua dieta. Inoltre caccia anche uccelli, roditori ed insetti.

## Distribuzione e habitat
Questa specie è diffusa nell'India meridionale.
Vive nelle foreste di sempreverdi ed occasionalmente in piantagioni di caffè fino a 1.000 metri di altitudine.

## Tassonomia
Sono state riconosciute 2 sottospecie:
- P.j.jerdoni: Stati indiani del Kerala orientale e del Tamil Nadu sud-occidentale;
- P.j.caniscus (Pocock, 1933): Stati indiani del Karnataka occidentale e meridionale, Kerala nord-orientale e Tamil Nadu nord-occidentale.

## Conservazione
La IUCN Red List, considerato che la popolazione è abbondante all'interno dell'Areale tuttavia frammentato, classifica P.jerdoni come specie a rischio minimo (Least Concern).